# Магвізан
Магвізан (перс. مهويزان) — село в Ірані, у дегестані Ґураб-Зарміх, у бахші Мірза-Кучек-Джанґлі, шагрестані Совмее-Сара остану Ґілян. За даними перепису 2006 року, його населення становило 1132 особи, що проживали у складі 317 сімей.

## Клімат
Середня річна температура становить 14,02 °C, середня максимальна – 27,97 °C, а середня мінімальна – -1,40 °C. Середня річна кількість опадів – 750 мм.
| Клімат поселення                              | Клімат поселення | Клімат поселення | Клімат поселення | Клімат поселення | Клімат поселення | Клімат поселення | Клімат поселення | Клімат поселення | Клімат поселення | Клімат поселення | Клімат поселення | Клімат поселення | Клімат поселення |
| Показник                                      | Січ.             | Лют.             | Бер.             | Квіт.            | Трав.            | Черв.            | Лип.             | Серп.            | Вер.             | Жовт.            | Лист.            | Груд.            |                  |
| Середній максимум, °C                         | 9,00             | 9,54             | 12,21            | 18,00            | 22,45            | 25,67            | 27,97            | 27,51            | 23,49            | 21,02            | 16,66            | 12,16            |                  |
| Середня температура, °C                       | 3,81             | 4,35             | 7,01             | 12,78            | 17,25            | 20,48            | 23,62            | 23,15            | 19,12            | 16,67            | 12,30            | 7,79             |                  |
| Середній мінімум, °C                          | −1,4             | −0,84            | 1,82             | 7,59             | 12,04            | 15,28            | 19,24            | 18,78            | 14,76            | 12,29            | 7,95             | 3,42             |                  |
| Норма опадів, мм                              | 77               | 62               | 66               | 55               | 38               | 23               | 12               | 32               | 72               | 105              | 88               | 120              |                  |
| Середньомісячна швидкість вітру, м/с          | 2.28             | 2.32             | 2.40             | 2.30             | 2.30             | 2.58             | 2.52             | 2.40             | 2.11             | 2.00             | 1.90             | 1.93             |                  |
| Середньомісячна сонячна радіація, кДж/м²·день | 6898             | 9134             | 11214            | 15877            | 20069            | 22778            | 23527            | 19960            | 16320            | 11229            | 8624             | 6640             |                  |
| --------------------------------------------- | ---------------- | ---------------- | ---------------- | ---------------- | ---------------- | ---------------- | ---------------- | ---------------- | ---------------- | ---------------- | ---------------- | ---------------- | ---------------- |
| Джерело:                                      |                  |                  |                  |                  |                  |                  |                  |                  |                  |                  |                  |                  |                  |